# Китайський вуж рудий
Китайський вуж рудий (Achalinus rufescens) — вид неотруйних змій родини ксенодермових (Xenodermatidae).

## Опис
Загальна довжина досягає 45 см. Голова невелика. Тулуб тонкий. Забарвлення спини однорідне червонувато або жовтувато-коричневе з рудуватим блиском, без плям. Черево білого забарвлення. Молоді особини темно-сірого кольору.

## Спосіб життя
Полюбляє лісисту місцину, горбисті та гірські області. Веде потайний й нічний спосіб життя, зазвичай ховається протягом всього дня. Часто можна зустріти після зливових дощів. Харчується земляними хробаками та слимаками.
Це яйцекладна змія. Самиця у червні відкладає до 7 яєць.

## Розповсюдження
Мешкає у китайських провінціях Хайнань, Шеньсі, Гуандун, Гуйчжоу, Фуцзянь, на острові Ланьтау, у північному В'єтнамі.